# Paul-Hubert Colin
Pour les articles homonymes, voir Paul Colin.
Paul-Hubert Colin est un sculpteur français né à Paris le 2 août 1801 et mort le 23 janvier 1873 à Nîmes. 

## Biographie
Paul-Hubert Colin est né à Paris le 2 août 1801 (14 thermidor de l'an IX). Il est fils de Pierre-Marie-Hubert Colin, employé, et d'Adélaïde-Marie-Françoise Saint-Germain. Il devint élève de François-Joseph Bosio et est admis, le 26 septembre 1820, à l'École des Beaux-Arts où il remporte plusieurs prix. Il entre ensuite, en 1826, dans l'atelier de Louis-Alexandre Romagnési dont, plus tard, il épouse la fille. Il collabora alors aux travaux qu'avait entrepris son beau-père à l'église Notre-Dame-de-Lorette, à la Chambre des députés et au Grand-Théâtre de Lyon. 
Colin débute au Salon de 1831 et expose jusqu'en 1840. Il quitte Paris en 1836 et se rend à Nîmes où son frère, le peintre Alexandre Colin, l'avait appelé pour enseigner à l'École de dessin qu'il dirigeait. Il s'installa dans cette ville et y exécuta d'importants ouvrages de sculpture à l'église Saint-Paul, au palais de Justice et à l'hôtel de la préfecture. Il travailla aussi à Avignon et à Montpellier. Il est probablement mort à Nîmes. 